# Germânia Prima
Germânia Prima (também Germânia I) foi uma província romana da Antiguidade Tardia (ver Notitia Dignitatum), que existiu a partir do ano 297 até a queda do domínio romano no rio Reno no final do século V. Surgiu pela dissolução da província da Germânia Superior.
Na reforma administrativa e militar de Diocleciano em 297, a província da Germânia Superior foi dividida. A parte situada ao sul de Estrasburgo formou a nova província de Sequânia (depois: Máxima dos Sequanos), com a nova capital em Besançon. A região ao norte de Estrasburgo formou a Germânia Prima, permanecendo Mogoncíaco como capital da província.
A Germânia Prima passou a ser então, como as novas províncias limite, parte da unidade administrativa da Diocese da Gália, subordinada às prefeituras da Gália e Britânia. O governador civil (presidente) estava subordinado ao vicário da diocese e seu superior mais próximo, o prefeito pretoriano da Gália (praefectus praetorio Galliarum), com assento em Tréveris. O chefe militar das tropas estacionadas em Germânia I foi o duque de Mogoncíaco, com quartel general em Mogoncíaco. No final do século V comandantes francos detinham ao que parece este posto como federados; neste cargo aparece Clóvis em c. 482 como administrador da Germânia Prima.